# Allan Saint-Maximin
Allan Irénèe Saint-Maximin (Châtenay-Malabry, 12 de março de 1997) é um futebolista francês que atua como ponta-esquerda. Atualmente, joga pelo América.

## Carreira

### Saint-Étienne
Allan Saint-Maximin começou a carreira no Saint-Étienne. Em 1 de julho de 2013, assinou seu primeiro contrato profissional com os Verdes, por um período de 3 anos. Dois meses depois, a 29 de agosto de 2013, substituiu Franck Tabanou, aos 77 minutos, frente aos dinamarqueses do Esbjerg (play-offs da Liga Europa). Ocasião esta que entrou para a história do Saint-Étienne, já que ele tornou-se aos 16 anos, 5 meses e 17 dias, o 3º jogador mais jovem a vestir a camisola verde.
Saint-Maximin fez sua estreia na Ligue 1 pelo Saint-Étienne em 1 de setembro de 2013, em uma vitória por 2-1 em casa contra o Bordeaux.

### Monaco
Em 31 de julho de 2015, Saint-Maximin se juntou ao Monaco, mas ficou pouquíssimo tempo.
No final da temporada 2016-17, ele retornou ao Monaco e fez duas aparições, uma em 29 de julho na Supercopa da França e o outro, em 4 de agosto, ele entrou como substituto de Kylian Mbappé, na vitória por 3 a 2 em casa contra o Toulouse.

#### Hannover (empréstimo)
Saint-Maximin foi emprestado ao Hannover para a temporada 2015-16, para quem ele fez sua estreia em 22 de agosto de 2015 na derrota em casa por 0-1 contra o Bayer Leverkusen. Ele marcou o seu primeiro golo na Bundesliga no seu nono jogo, em 4 de dezembro de 2015, na derrota por 1-3 frente ao Schalke 04.

#### Bastia (empréstimo)
No verão de 2016, Saint-Maximin se mudou por empréstimo ao Bastia em um contrato de uma temporada.
Saint-Maximin teve uma temporada completa lá, participando de 33 jogos do campeonato, para 29 partidas, 3 gols e 2 assistências.

### Nice
Em 7 de agosto de 2017, ele foi comprado pelo Nice por 10 milhões de euros, assinando um contrato de três anos, tornando-se a maior transferência da história do clube. Em 14 de setembro, ele marcou seu primeiro gol para os rossoneri em uma vitória por 5-1 fora de casa contra o Zulte Waregem. Em 2 de dezembro, ele marcou seu primeiro gol na liga em uma vitória por 3-1 em casa contra o Metz.

### Newcastle
Em 2 de agosto de 2019, Saint-Maximin se juntou ao Newcastle United, da Premier League, em um contrato de seis anos. Ele fez sua estreia nove dias depois, na derrota do Newcastle para o Arsenal na primeira rodada da temporada da Premier League. Em 5 de dezembro, Saint-Maximin marcou seu primeiro golo pelo clube em uma vitória por 2-0 contra o Sheffield United.
Saint-Maximin perdeu espaço na sua última temporada, ele disputou 25 rodadas na Premier League, apenas 12 como titular, com um total de 1.115 minutos em campo. Ao fim da temporada 2022-23, Allan deixou os Magpies, onde fez 13 gols em 124 jogos.

### Al-Ahli
Em 30 de julho de 2023, a transferência de Saint-Maximin para o Al-Ahli foi anunciada pelo Newcastle United. Segundo o portal The Athletic, a transferência custou 35 milhões de euros (aproximadamente R$ 182 milhões) aos cofres sauditas. Saint-Maximin fez seus dois primeiros gols pelo time árabe contra o Al-Shamal, do Catar, na vitória por 5 x 0 em 1 de agosto de 2023. Em amistoso realizado na Áustria, no SK Bad Wimsbach Stadium.

#### Fenerbahçe (empréstimo)
Em 16 de julho de 2024, Maximin se juntou ao time turco do Fenerbahçe por empréstimo para a temporada 2024-25.

### América
No dia 12 de agosto de 2025, o América, clube do México, anunciou a contratação de Allan Saint-Maximin. O francês foi comprado em definitivo pelo América, que de acordo com a imprensa mexicana desembolsou cerca de 10 milhões de euros (R$ 63 milhões na cotação da época) pelo reforço.